# Ondřej Kopecký
Ondřej Kopecký (* 16. Mai 1998) ist ein tschechischer Leichtathlet, der sich auf den Zehnkampf spezialisiert hat.

## Sportliche Laufbahn
Erste internationale Erfahrungen sammelte Ondřej Kopecký im Jahr 2016, als er bei den U20-Weltmeisterschaften in Bydgoszcz mit 7056 Punkten auf den 19. Platz im Zehnkampf gelangte. Im Jahr darauf wurde er bei den U20-Europameisterschaften in Grosseto mit 7504 Punkten Zehnter und 2019 musste er seinen Wettkampf bei den U23-Europameisterschaften in Gävle vorzeitig beenden. 2023 belegte er bei den Halleneuropameisterschaften in Istanbul mit 5792 Punkten den sechsten Platz im Siebenkampf und im Jahr darauf wurde er bei den Hallenweltmeisterschaften in Glasgow mit 5737 Punkten Neunter.
In den Jahren 2021 und 2022 wurde Kopecký tschechischer Meister im Zehnkampf. Zudem wurde er 2020, 2023 und 2024 Hallenmeister im Siebenkampf.

## Persönliche Bestleistungen
- Zehnkampf: 8310 Punkte, 5. Juni 2022 in Prag
  - Siebenkampf (Halle): 6035 Punkte, 11. Februar 2024 in Prag